# Téméraire-Klasse
Die Téméraire-Klasse war eine Klasse von 74-Kanonen-Linienschiffen der französischen Marine, die von 1782 bis 1862 in Dienst stand. Sie ist mit 107 in Dienst gestellten Schiffen die Klasse mit den meistgebauten großen Kriegsschiffen.

## Allgemeines
Die nach dem ersten Schiff dieser Art benannte Klasse wurde im Rahmen des von Jean-Charles de Borda veranlassten Flottenvergrößerungsprogramms durch Jacques-Noël Sané entworfen. Das Design wurde in Großbritannien sehr geschätzt, wo gekaperte Schiffe eifrig in Dienst gestellt wurden und das Design mit der Pompée-Klasse und der Northumberland-Klasse sogar kopiert wurde.

## Schiffe der Klasse (Auswahl)
- Téméraire
- Superbe
- Généreux
- Impétueux
- Redoutable
- Droits de l’Homme
- Hercule
- Spartiate
- Duguay-Trouin
- Aigle
- Tonnerre
- Romulus
- Vétéran
- Borée

## Technische Beschreibung
Die Klasse war als Batterieschiff mit zwei durchgehenden Geschützdecks konzipiert und hatte eine Länge von 55,87 Metern (Geschützdeck) bzw. 50,35 Metern (Kiel), eine Breite von 14,46 Metern und einen Tiefgang von 7,15 Metern bei einer Verdrängung von 1.537/3.096 Tonnen. Sie waren Rahsegler mit drei Masten (Fockmast, Großmast und Kreuzmast). Der Rumpf schloss im Heckbereich mit einem Heckspiegel, in den Galerien integriert waren, die in die seitlich angebrachten Seitengalerien mündeten.
Die Bewaffnung der Klasse bestand bei Indienststellung aus 74 Kanonen mit einem Gewicht der Breitseite von 410,2 kg.
|                 | Unteres Batteriedeck    | Oberes Batteriedeck     | Backdeck                                          | Achterdeck                                        | Geschütze (Geschossgewicht) |
| --------------- | ----------------------- | ----------------------- | ------------------------------------------------- | ------------------------------------------------- | --------------------------- |
| Design          | 28 × 36-Pfünder         | 30 × 18-Pfünder         | 4 × 8-Pfünder                                     | 12 × 8-Pfünder                                    | 74 Kanonen (410,2 kg)       |
| 1787            | 28 × 36-Pfünder-Kanonen | 30 × 24-Pfünder-Kanonen | 4 × 8-Pfünder-Kanonen                             | 12 × 8-Pfünder-Kanonen 4 × 36-Pfünder-Haubitzen   | 78 Geschütze (489,5 kg)     |
| 1810 (Patriote) | 28 × 36-Pfünder-Kanonen | 30 × 18-Pfünder-Kanonen | 12 × 8-Pfünder-Kanonen 10 × 36-Pfünder-Karronaden | 12 × 8-Pfünder-Kanonen 10 × 36-Pfünder-Karronaden | 80 Geschütze                |

## Besatzung
Die Besatzung eines Schiffes der Klasse hatte nach dem Reglement von 1795 eine Stärke von 706 Mann, welche aber im Kriegs- wie auch Friedensfall schwanken konnte.
| Anzahl | Französische Funktion (Rang/Dienstgrad) | Übersetzung                            | Anmerkung            |
| ------ | --------------------------------------- | -------------------------------------- | -------------------- |
| 23     | Officiers:                              | Offiziere:                             |                      |
| 1      | Capitaine de vaisseau                   | Kapitän zur See                        | Schiffskommandant    |
| 1      | Capitaine de frégate                    | Fregattenkapitän                       | Erster Offizier      |
| 4      | Lieutenants de vaisseau                 | Kapitänleutnant / Oberleutnant zur See |                      |
| 7      | Enseignes de vaisseau                   | Leutnant zur See                       |                      |
| 1      | Officiers de la garnison                | Garnisonsoffiziere                     |                      |
| 1      | Commissaire de vaisseau                 | Zahlmeister                            | beamteter Buchhalter |
| 1      | Chirurgien-major de vaisseau            | Schiffsarzt / Leitender Feldscher      |                      |
| 7      | Aspirants                               | Fähnrich zur See                       | Offizieranwärter     |
| 100    | Officiers-mariniers:                    | Unteroffiziere:                        |                      |
| 1      | Maître d’équipage                       | Segelmeister                           |                      |
| 1      | Premier Maîtres de manœuvre             | Erster Bootsmann                       |                      |
| 2      | Second Maîtres de manœuvre              | Zweiter Bootsmann                      |                      |
| 3      | Contre Maîtres de manœuvre              | Obermaat                               |                      |
| 16     | Quartiers Maîtres de manœuvre           | Quartiermeister                        |                      |
| 3      | Maîtres de canonnage                    | Erster Geschützmeister                 |                      |
| 4      | Second Maîtres de canonnage             | Zweiter Geschützmeister                |                      |
| 42     | Maîtres Canonniers                      | Geschützmeistermaat                    |                      |
| 2      | Maîtres de timonerie                    | Erster Steuermann                      |                      |
| 4      | Secound Maîtres de timonerie            | Zweiter Steuermann                     |                      |
| 7      | Ouviers de timonerie                    | Steuermannsmaat                        |                      |
| 1      | Pilote-côtiers                          | Hafenlotse                             |                      |
| 1      | Maître de charpentage                   | Erster Schiffszimmerer                 |                      |
| 1      | Seconds Maîtres de charpentage          | Zweiter Schiffszimmerer                |                      |
| 3      | Ouviers de charpentage                  | Schiffszimmerermaat                    |                      |
| 1      | Maître de calfatage                     | Erster Kalfaterer                      |                      |
| 1      | Second Maîtres de calfatage             | Zweiter Kalfaterer                     |                      |
| 3      | Ouviers de calfatage                    | Kalfaterermaat                         |                      |
| 1      | Maître de voilerie                      | Erster Segelmacher                     |                      |
| 1      | Second Maître de voilerie               | Zweiter Segelmacher                    |                      |
| 2      | Ouviers de voilerie                     | Segelmachermaat                        |                      |
| 455    | matelots:                               | Seeleute:                              |                      |
| 76     | Premier class                           | Matrose 1. Klasse                      |                      |
| 76     | Secound class                           | Matrose 2. Klasse                      |                      |
| 76     | Troisieme class                         | Matrose 3. Klasse                      |                      |
| 76     | Quartrieme class                        | Matrose 4. Klasse                      |                      |
| 101    | Novices                                 | Leichtmatrose                          |                      |
| 50     | Mousse                                  | Decksjunge                             |                      |
| 100    | Marine Artillery:                       | Marineartillerie:                      |                      |
| 25     | Supernumeraires:                        | Sonstige:                              |                      |
| 1      | Capitaine d’armes                       | Erster Waffenmeister                   |                      |
| 1      | Secound Capitaine d’armes               | Zweiter Waffenmeister                  |                      |
| 2      | Secound chirurgiens                     | Assistent Schiffsarzt / Feldscher      |                      |
| 1      | Premier commissaires                    | Erster Steward (Kammerdiener)          |                      |
| 1      | Secound commissaires                    | Zweiter Steward (Kammerdiener)         |                      |
| 2      | Ouvrier de commissary                   | Proviantmeister                        |                      |
| 1      | Cuisiniers                              | Schiffskoch                            |                      |
| 1      | Boucher                                 | Fleischer                              |                      |
| 1      | Boulanger                               | Bäcker                                 |                      |
| 1      | Tonneliers                              | Küfer                                  |                      |
| 13     | Plantons                                | Offiziersdiener                        |                      |

## Bemerkungen
1. ↑  Bei der Berechnung des Gewichtes einer Breitseite kann es zu unterschieden kommen. Da in der damaligen Zeit ein Pfund, je nach Land, unterschiedliche Gewichtswerte hatte. Das französische Livre hatte z. B. ein Gewicht von 489,506 Gramm während das englische Pound ein Gewicht von 453,592 Gramm hatte.
2. ↑  Die tabellarisch erfassten französischen Funktionen/Ränge/Dienstgrade lassen sich im Einzelfall nicht ins Deutsche übersetzen. In diesem Fall wird die Begrifflichkeit durch eine Umschreibung erklärt oder durch einen Funktioner/Rang/Dienstgrad soweit möglich definiert, der einer deutschen Definition nahekommt – oder nicht definiert, wenn die Bedeutung unklar ist. Zudem kann es im Laufe der Jahrhunderte Veränderungen bzw. Verschiebungen in den Dienstgraden, Offiziersgraden, Aufgaben u. ä. gegeben haben, die hier ggf. nicht weiter erläutert bzw. berücksichtigt werden.